# Адриан (Старина)
Адриа́н (в миру Валенти́н Его́рович Старина́; род. 13 декабря 1943, Днепропетровск) — епископ Православной церкви Украины, митрополит Богородский.
Был клириком Русской православной церкви (запрещён в служении в 1993 году, лишён сана в 1997 году), Украинской православной церкви Киевского патриархата (митрополит Богородский).

## Биография
В 1961—1963 годах приходил военную службу в Ярославской области. Возвращаясь из армии, он заехал в Троице-Сергиеву лавру и познакомился с главным регентом лавры и Духовной академии игуменом Матфеем (Мормылём) и преподавателем Духовной академии игуменом Марком, который дал ему программу для поступления в духовные учебные заведения.
В 1967 году закончил Днепропетровское музыкально-педагогическое училище. На протяжении года преподавал музыкально-теоретические дисциплины в Цюрупинске. В 1968 году поступил и в 1973 году закончил Киевский государственный педагогический институт и работал инспектором Бородянского отдела культуры Киевской области.
По благословению митрополита Киевского и всея Украины Филарета в январе 1974 года поехал учиться в Троице-Сергиеву лавру, но поступить на обучение ему не удалось. По рекомендации архимандрита Матфея и ректора Московской духовной академии архиепископа Владимира (Сабодана) Валентин Старина в том же году отбыл в Смоленскую епархию, где через несколько дней епископом Смоленским и Вяземским Феодосием (Процюком) рукоположён в сан диакона, а через день в иерея.
За три года настоятельства Валентина в селе Николо-Яровня был построен Свято-Николаевский храм.
Поступил в Московскую духовную семинарию, совмещая обучение с преподаванием в регентском отделении при Московской духовной академии. В 1981 году на последнем курсе семинарии переведён в Ленинградскую духовную семинарию, после окончания которой в 1982 году откомандирован в распоряжение патриарха Пимена.
В 1982 году принят в Московскую епархию и служил в Богоявленском храме Коломны. В 1987 году был переведён в Каширский район, затем в 1988 году — в город Железнодорожный.
8 сентября 1987 года во время учёбы на последнем курсе наместником Троице-Сергиевой лавры архимандритом Алексием (Кутеповым) пострижен в монашество с именем Адриан.
В 1988 году закончил Московскую духовную академию, где защитил кандидатскую диссертацию «Церковное хоровое пение в Русской Православной Церкви за тысячелетний период его существования, X—XX ст.».
Весной 1989 года назначен настоятелем Богоявленского собора в Ногинске и возведён в сан игумена, летом 1990 года — в сан архимандрита.
1 октября 1992 года указом митрополита Крутицкого и Коломенского Ювеналия на основании постановления совместного собрания епархиального совета, комиссии по рассмотрению церковных дел в Богоявленском соборе города Ногинска и духовенства Ногинского благочиния «за недостойное поведение, выразившееся в различных действиях, порочащих высокое звание пастыря и христианина» был почислен за штат и отстранён от должности настоятеля Богоявленского собора Ногинска «без применения канонических санкций до окончательного выяснения обстоятельств».
10 января 1993 года указом патриарха архимандрит Адриан направлен в распоряжение епископа Ульяновского и Мелекесского Прокла для осуществления строительства кафедрального собора в Ульяновске, однако не подчинился этому предписанию и 18 января 1993 года был принят «в сущем сане» в юрисдикцию «Российской православной свободной церкви» (РПСЦ) на основании указа епископа этой юрисдикции Валентина (Русанцова).
29 января 1993 года за неисполнение Патриаршего указа от 10 января 1993 года и учинение церковного раскола в Богоявленском соборе города Ногинска указом патриарха архимандрит Адриан запрещён в священнослужении.
Архиерейский синод Русской православной церкви заграницей, в подчинении которого на тот момент находилась РПСЦ, не одобрил принятия Валентином (Русанцовым) в юрисдикцию РПСЦ архимандрита Адриана. В решении церковного суда «Московской епархии РПЦЗ» от 16 марта 1993 года, подписанном епископом Каннским Варнавой (Прокофьевым), говорится, что «причины перехода архимандрита Адриана не носят принципиального идейного характера и не являются основательными, свидетельства о его тяжких нравственных преступлениях делают невозможным его служение в ограде церковной».
11 мая 1993 года Архиерейский собор РПЦЗ «постановил отменить постановление о принятии в РПСЦ архимандрита Адриана (Старины)».
27 декабря 1993 года архимандрита Адриана принял в общение своим указом патриарх неканонической Украинской православной церкви Киевского патриархата (УПЦ КП) Владимир (Романюк). 30 января 1994 года Синод УПЦ КП объявил приход при Богоявленском соборе Ногинска Московской области во главе с архимандритом Адрианом приходом «Российской православной свободной церкви в юрисдикции Киевского патриархата».
23 января 1994 года архимандрит Адриан указом Валентина (Русанцова), вышедшего к тому времени их подчинения РПЦЗ, запрещён в священнослужении «за нарушение апостольских правил и святоотеческих установлений».
6 февраля 1994 года во Владимрском соборе в Киеве Филаретом (Денисенко) и другими иерархами УПЦ КП поставлен во епископа Днепропетровского и Запорожского. Переехал на Украину в город Днепропетровск.
С февраля 1994 года — управляющий Богородской епархией УПЦ КП. С 27 октября 1995 года — архиепископ Днепропетровский и Криворожский, постоянный член Священного синода УПЦ КП.
1 февраля 1996 года Днепропетровско-Запорожская епархия УПЦ КП была разделена на две епархии, после чего епископ Адриан был назначен управляющим Днепропетровской епархией с титулом «Архиепископ Днепропетровский и Криворожский».
19 декабря 1996 года в Богоявленском соборе Ногинска вместе с Варухом (Тыщенковым), Сергием (Саркисовым) и Рафаилом (Прокопьевым) совершил «коронацию на царский престол Российской империи самодержца Великой, Малой и Белой Руси» «Императора Николая III» (самозванца Николая Дальского, объявившего себя сыном царевича Алексея) и «государыни-императрицы» Наталии. Охрану обеспечивали боевики УНА-УНСО и НПФ «Память». Дата 19 декабря 1996 года была избрана для коронации с оглядкой на предсказание о восстановлении в России монархии, сделанное в 1995 году Международным фондом астрологических и экстрасенсорных прогнозов «Стратегия».
19 февраля 1997 года Архиерейским собором Русской православной церкви лишён священного сана «за раскольническую деятельность и нанесение ущерба церковному единству». Вместе с ним были лишены сана Валентин (Русанцов) и Иоасаф (Шибаев).
В сентябре 1997 года правоохранительные органы выдворили Адриана (Старину) из Богоявленского собора и вернули собор Русской православной церкви.
В 1998 года стал членом Комиссии человеческих и гражданских прав при Всемирном конгрессе украинцев в Торонто.
В январе 1999 года награждён орденом Святого архистратига Божьего Михаила.
9 декабря 2002 года возведён в сан митрополита УПЦ КП.
В 2005 году направил президенту Украины Виктору Ющенко список «врагов украинского народа».
По сообщению УПЦ (МП), в 2006 году он «устроил дебош в церковной лавке в Киево-Печерской лавре».
В 2007 году «за значительный личный вклад в социально-экономическое, культурное развитие Украинского государства, весомые трудовые достижения, а также по случаю 16-й годовщины независимости Украины» в числе других церковных деятелей награждён президентом Виктором Ющенко орденом «За заслуги» III степени.
Решением Священного синода УПЦ КП от 21 октября 2009 года Днепропетровско-Криворожская епархия разделена на Днепропетровско-Павлоградскую и Криворожского-Никопольскую, Адриану было поручено управление новообразованной Криворожской епархией. Не смирившись со столь значительным сокращением своей епархии, он учредил Днепропетровское благочиние на территории Днепропетровско-Павлоградской епархии, управляемой Симеоном (Зинкевичем). В марте 2011 года, ознакомившись со сложившейся ситуацией, Священный синод УПЦ КП запретил Адриану (Старине) всякое вмешательство в дела Днепропетровско-Павлоградской епархии.
Предпринимал попытку покинуть юрисдикцию Киевского патриархата и присоединиться к неканонической Украинской автокефальной православной церкви, где на его прошение последовал отказ.
13 мая 2011 года исключён из числа постоянных членов Священного синода УПЦ КП и отстранён от управления Криворожской епархией с сохранением права управления крайне малочисленной Богородской епархией.